# Ahmad Schah Ahmadzai
Ahmad Schah Ahmadzai, auch gelistet als Ahmed Schah Achmadsai (paschtunisch احمد شاه احمدزی, persisch احمدشاه احمدزی Ahmadschah Ahmadsai, DMG Aḥmadšāh Aḥmadzay; geboren am 30. März 1944 im  Dorf Malang, Provinz Kabul; gestorben 17. Oktober 2021 in Afghanistan), war ein afghanischer Politiker, der von 1995 bis 1996 als Premierminister agierte.

## Werdegang
Ahmad Schah Ahmadzai schloss sein Maschinenbaustudium an der Universität von Kabul im Jahre 1967 ab und arbeitete von 1969 bis 1972 im Ministerium für Landwirtschaft. 1972 erhielt er ein Stipendium für die Universität Colorado, das er 1975 mit einem MBA abschloss. Er unterrichtete später als Lecturer an der König-Faisal-Universität in Dammam in Saudi-Arabien. Nach der Machtübernahme durch die Demokratische Volkspartei Afghanistans (DVPA = Hizb-i-Dimukratik-i-Chalq Afghanistan) in Afghanistan im Jahr 1979 kehrte Ahmad Schah Ahmadzai nach Afghanistan zurück und schloss sich als Mitarbeiter von Burhānuddin Rabbāni dem Widerstand gegen die DVPA an.
Nach dem Ende der DVPA wurde Ahmad Schah Ahmadzai 1992 stellvertretender Leiter der Gruppe und diente auch als Minister in der afghanischen Regierung. Er diente als Innen- und Bauminister und wurde dann stellvertretender Premierminister. Im Jahr 1995 wurde er erster Premierminister und diente in dieser Position bis zum 26. Juni 1996. Ahmadzai war in den verbleibenden drei Monaten der Regierung Minister für Bildungswesen.
Ahmadzai floh im September 1996, als die Taliban Kabul eroberten.  Er lebte in Istanbul und London und kehrte im Jahr 2001 nach dem Sturz der Taliban nach Afghanistan zurück. Im Jahr 2004 war Ahmadzai unabhängiger Kandidat für die afghanische Präsidentschaftswahl und unterstützte ein islamisches System. Er hielt seine Chancen, die Wahl zu gewinnen, für gut, erhielt aber nur 0,8 % der Stimmen.
Danach lebte er in Indien und kehrte im Oktober 2021 krank nach Afghanistan zurück, wo er nach kurzer Zeit im Alter von 77 Jahren starb.